# Weißscheiteltapaculo

Verbreitungsgebiet (grün) des Weißscheiteltapaculos

Der Weißscheiteltapaculo (Scytalopus atratus), auch Nördlicher Weißstirntapaculo genannt, zählt innerhalb der Familie der Bürzelstelzer (Rhinocryptidae) zur Gattung Scytalopus.

## Merkmale
Der Vogel ist 12–15 cm groß, das Männchen wiegt zwischen 24 und 33, das Weibchen etwa 25 g. Dieser relativ große Tapaculo ist schwärzlich mit einem weißen Fleck auf Stirn bis Scheitel, mit dunkelgrauer Unterseite und dunkelbraun gebänderten Flanken. Die Oberseite ist überwiegend schwarz, der Rumpf rötlichbraun. Mitunter gibt es einen blassgrauen Kehlfleck. Meist finden sich auffallende weißliche Federspitzen auf der Unterseite. Die Iris ist dunkelbraun, der Schnabel schwarz bis schwärzlich. Die Füße sind dunkelbraun bis schwarzbraun, auf der Innenseite heller. Gegenüber dem Nördlichen Schieferrückentapaculo (Scytalopus micropterus) unterscheidet er sich durch die Fiederung der Kappe, durch weniger rotbraune Färbung der Unterseite und einen etwas kürzeren Schwanz. Weibchen sind etwas blasser, gerne mit einem Hauch Braun auf der Oberseite und mehr Rotbraun an den Flanken. Jungvögel sind rostfarben und kräftig gebändert mit blassem Stirnfleck.

## Stimme
Der Ruf wird als schnelle wiederholte Tonfolge froschartiger Laute „anh-anh-anh“ beschrieben.

## Systematik
Früher wurde die Art als Unterart (Ssp.) des Rotbauchtapaculo (Scytalopus femoralis) angesehen, unterscheidet sich aber durch die Lautgebung.
Das Artepitheton kommt von lateinisch atratus ‚geschwärzt, schwarz tragend‘.
Es werden folgende Unterarten anerkannt:
- S. a. nigricans Sr Phelps & Phelps, Jr., 1953 – Nordwestvenezuela
- S. a. atratus Hellmayr, 1922, Nominatform – Zentralkolumbien und Ecuador bis Zentralperu
- S. a. confusus J. T. Zimmer, 1939 – Westkolumbien

## Verbreitungsgebiet
Die Art kommt in Bolivien, Ecuador, Kolumbien, Panama und Venezuela vor.
Das Verbreitungsgebiet umfasst Unterholz im tropischen oder subtropischen feuchten Bergwald zwischen 850 und 900 und 1800 m Höhe. Der Vogel bevorzugt niedrigere Höhen als der Rotbauchtapaculo (Scytalopus femoralis), der Dunkelrückentapaculo (Scytalopus micropterus) und der Santa-Marta-Tapaculo (Scytalopus sanctaemartae).

## Lebensweise
Die Nahrung besteht aus Insekten, die auf oder knapp über dem Erdboden gesucht werden.
Über die Brutzeit ist nichts Genaues bekannt.

## Gefährdungssituation
Der Bestand gilt als nicht gefährdet (Least Concern).